# Katalonien-Rundfahrt
Die Katalonien-Rundfahrt (Volta Ciclista a Catalunya) ist ein Etappenrennen im spanischen Katalonien. Die ursprünglich im Mai/Juni und seit 2011 im März ausgetragene Rundfahrt gehörte seit 2005 zur neu geschaffenen UCI ProTour, einer Serie der wichtigsten Straßenradrennen des Jahres. Seit 2011 gehört das Rennen zur Nachfolgeserie UCI WorldTour.
Die Katalonien-Rundfahrt wurde erstmals 1911 ausgetragen und gilt neben der Baskenland-Rundfahrt als eines der wichtigsten regionalen Etappenrennen Spaniens. Rekordsieger des bis heute vor allem von Einheimischen dominierten Rennens ist Mariano Cañardo mit sieben Erfolgen zwischen 1928 und 1939.
Nicht zu verwechseln mit der Katalonien-Rundfahrt ist die Setmana Catalana de Ciclisme (Katalanische Woche), die bis zum Jahr 2005 ausgetragen wurde.
Die 100. Katalonien-Rundfahrt im Jahr 2020 wurde wegen der Auswirkungen der COVID-19-Pandemie in Spanien abgesagt. Die Jubiläumsausgabe fand Ende März 2021 statt.

## Siegerliste
| Jahr                        | Sieger                          | Zweiter                         | Dritter                 |          |
| --------------------------- | ------------------------------- | ------------------------------- | ----------------------- | -------- |
| 1911                        | Sebastià Masdeu i Menasanch     | Josep Magdalena                 | Vicente Blanco          |          |
| 1912                        | Josep Magdalena                 | Juan Martí                      | Antonio Crespo          |          |
| 1913                        | Juan Martí                      | Antonio Crespo                  | Guillermo Anton         |          |
| 1914-1919 nicht ausgetragen |                                 |                                 |                         |          |
| 1920                        | José Pelletier                  | José Nat                        | Jaime Janer             |          |
| 1921-1922 nicht ausgetragen |                                 |                                 |                         |          |
| 1923                        | Maurice Ville                   | José Pelletier                  | José Nat                |          |
| 1924                        | Miguel Mucio                    | Teodor Monteys                  | Victorino Otero         |          |
| 1925                        | Miguel Mucio                    | Jaime Janer                     | Teodor Monteys          |          |
| 1926                        | Victor Fontan                   | Miguel Mucio                    | Mariano Cañardo         |          |
| 1927                        | Victor Fontan                   | Mariano Cañardo                 | Georges Cuvelier        |          |
| 1928                        | Mariano Cañardo                 | Miguel Mucio                    | Juli Borràs             |          |
| 1929                        | Mariano Cañardo                 | Jean Aerts                      | Arturo Bresciani        |          |
| 1930                        | Mariano Cañardo                 | Marcel Maurel                   | Ricardo Montero         |          |
| 1931                        | Salvador Cardona                | Mariano Cañardo                 | Aleardo Simoni          |          |
| 1932                        | Mariano Cañardo                 | Domenico Piemontesi             | Isidro Figueras         |          |
| 1933                        | Alfredo Bovet                   | Ambrogio Morelli                | Antoine Dignef          |          |
| 1934                        | Bernardo Rogora                 | Alfons Deloor                   | Nino Sella              |          |
| 1935                        | Mariano Cañardo                 | Federico Ezquerra               | Joseph Huts             |          |
| 1936                        | Mariano Cañardo                 | Frans Bonduel                   | Juan Gimeno             |          |
| 1937-1938 nicht ausgetragen |                                 |                                 |                         |          |
| 1939                        | Mariano Cañardo                 | Diego Chafer                    | Fermín Trueba           |          |
| 1940                        | Christoph Didier                | Mathias Clemens                 | Mariano Cañardo         |          |
| 1941                        | Francisco Antonio Andrés        | Andreu Canals Perelló           | Josep Campamà Roca      |          |
| 1942                        | Federico Ezquerra               | Julián Berrendero               | Diego Chafer            |          |
| 1943                        | Julián Berrendero               | Vicente Miró                    | Antonio Destrieux López |          |
| 1944                        | Miquel Casas                    | Dalmacio Langarica              | Vicente Miró            |          |
| 1945                        | Bernardo Ruiz                   | Juan Gimeno                     | Robert Zimmermann       |          |
| 1946                        | Julián Berrendero               | Gottfried Weilenmann            | Bernardo Capó           |          |
| 1947                        | Emilio Rodríguez                | Miquel Gual Bauzà               | Georges Aeschlimann     |          |
| 1948                        | Emilio Rodríguez                | Giulio Bresci                   | Ezio Cecchi             |          |
| 1949                        | Émile Rol                       | Miguel Poblet                   | Robert Desbats          |          |
| 1950                        | Antonio Gelabert                | José Serra Gil                  | Francisco Masip         |          |
| 1951                        | Primo Volpi                     | Francisco Masip                 | Manuel Rodríguez Barros |          |
| 1952                        | Miguel Poblet                   | Adolfo Grosso                   | José Serra Gil          |          |
| 1953                        | Salvador Botella                | Francisco Masip                 | José Serra Gil          |          |
| 1954                        | Walter Serena                   | Alberto Sant                    | Miguel Poblet           |          |
| 1955                        | José Gómez del Moral            | Gabriel Company                 | Emilio Rodríguez        |          |
| 1956                        | Aniceto Utset                   | Vicente Iturat                  | Francisco Masip         |          |
| 1957                        | Jesús Loroño                    | Salvador Botella                | René Marigil            |          |
| 1958                        | Richard Van Genechten           | Gabriel Mas                     | Aniceto Utset           |          |
| 1959                        | Salvador Botella                | Fernando Manzaneque             | José Herrero Berrendero |          |
| 1960                        | Miguel Poblet                   | José Pérez Francés              | Emilio Cruz Díaz        |          |
| 1961                        | Henri Duez                      | Jorge Nicolau                   | Juan Manuel Menéndez    |          |
| 1962                        | Antonio Karmany                 | Manuel Martín Piñera            | Ginés García Perán      |          |
| 1963                        | Joseph Novales                  | Angelino Soler                  | Antonio Suárez          |          |
| 1964                        | Joseph Carrara                  | Pasquale Fabbri                 | José María Errandonea   |          |
| 1965                        | Antonio Gómez del Moral         | Carlos Echevarría               | Roberto Poggiali        |          |
| 1966                        | Arie den Hartog                 | Jacques Anquetil                | Paul Gutty              |          |
| 1967                        | Jacques Anquetil                | Antonio Gómez del Moral         | Robert Hagmann          |          |
| 1968                        | Eddy Merckx                     | Felice Gimondi                  | Giancarlo Ferretti      |          |
| 1969                        | Mariano Díaz                    | Franco Bitossi                  | Jesús Manzaneque        |          |
| 1970                        | Franco Bitossi                  | Francisco Galdós                | Bernard Labourdette     |          |
| 1971                        | Luis Ocaña                      | Bernard Labourdette             | Txomin Perurena         |          |
| 1972                        | Felice Gimondi                  | José Antonio González Linares   | Antonio Martos Aguilar  |          |
| 1973                        | Txomin Perurena                 | Jesús Manzaneque                | Antonio Martos Aguilar  |          |
| 1974                        | Bernard Thévenet                | Andrés Oliva                    | Txomin Perurena         |          |
| 1975                        | Fausto Bertoglio                | Michel Laurent                  | José Martins Freitas    |          |
| 1976                        | Enrique Martínez Heredia        | Ronny De Witte                  | Agustín Tamames         |          |
| 1977                        | Freddy Maertens                 | Johan De Muynck                 | Joop Zoetemelk          |          |
| 1978                        | Francesco Moser                 | Francisco Galdós                | Pedro Torres            |          |
| 1979                        | Vicente Belda                   | Pedro Vilardebo                 | Christian Jourdan       |          |
| 1980                        | Marino Lejarreta                | Johan van der Velde             | Vicente Belda           |          |
| 1981                        | Faustino Rupérez                | Serge Demierre                  | Marino Lejarreta        |          |
| 1982                        | Alberto Fernández Blanco        | Pedro Muñoz                     | Julián Gorospe          |          |
| 1983                        | José Recio                      | Faustino Rupérez                | Julius Thalmann         |          |
| 1984                        | Sean Kelly                      | Pedro Muñoz                     | Ángel Arroyo            |          |
| 1985                        | Robert Millar                   | Sean Kelly                      | Julián Gorospe          |          |
| 1986                        | Sean Kelly                      | Álvaro Pino                     | Charly Mottet           |          |
| 1987                        | Álvaro Pino                     | Ángel Arroyo                    | Iñaki Gastón            |          |
| 1988                        | Miguel Indurain                 | Laudelino Cubino                | Marino Lejarreta        |          |
| 1989                        | Marino Lejarreta                | Pedro Delgado                   | Álvaro Pino             |          |
| 1990                        | Laudelino Cubino                | Marino Lejarreta                | Pedro Delgado           |          |
| 1991                        | Miguel Indurain                 | Pedro Delgado                   | Alex Zülle              |          |
| 1992                        | Miguel Indurain                 | Tony Rominger                   | Antonio Martín Velasco  |          |
| 1993                        | Álvaro Mejía                    | Maurizio Fondriest              | Antonio Martín Velasco  |          |
| 1994                        | Claudio Chiappucci              | Fernando Escartín               | Pedro Delgado           |          |
| 1995                        | Laurent Jalabert                | Melchor Mauri                   | Jesús Montoya           |          |
| 1996                        | Alex Zülle                      | Patrick Jonker                  | Marco Fincato           |          |
| 1997                        | Fernando Escartín               | Ángel Casero                    | Mikel Zarrabeitia       |          |
| 1998                        | Hernán Buenahora                | Georg Totschnig                 | Fernando Escartín       |          |
| 1999                        | Manuel Beltrán                  | Roberto Heras                   | José María Jiménez      |          |
| 2000                        | José María Jiménez              | Óscar Sevilla                   | Leonardo Piepoli        |          |
| 2001                        | Joseba Beloki                   | Igor González de Galdeano       | Fernando Escartín       |          |
| 2002                        | Roberto Heras                   | Aitor Garmendia                 | Luis Pérez Rodríguez    |          |
| 2003                        | José Antonio Pecharroman        | Roberto Heras                   | Koldo Gil               |          |
| 2004                        | Miguel Ángel Martín Perdiguero  | Wladimir Alexandrowitsch Karpez | Roberto Laiseka         |          |
| 2005                        | Jaroslaw Popowytsch             | Leonardo Piepoli                | David Moncoutié         |          |
| 2006                        | David Cañada                    | Santiago Botero                 | Christophe Moreau       |          |
| 2007                        | Wladimir Alexandrowitsch Karpez | Michael Rogers                  | Denis Menschow          |          |
| 2008                        | Gustavo César Veloso            | Rigoberto Urán                  | Rémi Pauriol            |          |
| 2009                        | Alejandro Valverde              | Daniel Martin                   | Haimar Zubeldia         |          |
| 2010                        | Joaquim Rodríguez               | Xavier Tondo                    | Rein Taaramäe           |          |
| 2011                        | Michele Scarponi                | Daniel Martin                   | Christopher Horner      |          |
| 2012                        | Michael Albasini                | Samuel Sánchez                  | Jurgen Van Den Broeck   |          |
| 2013                        | Daniel Martin                   | Joaquim Rodríguez               | Michele Scarponi        |          |
| 2014                        | Joaquim Rodríguez               | Alberto Contador                | Tejay van Garderen      |          |
| 2015                        | Richie Porte                    | Alejandro Valverde              | Domenico Pozzovivo      |          |
| 2016                        | Nairo Quintana                  | Alberto Contador                | Daniel Martin           |          |
| 2017                        | Alejandro Valverde              | Alberto Contador                | Marc Soler              |          |
| 2018                        | Alejandro Valverde              | Nairo Quintana                  | Pierre Latour           |          |
| 2019                        | Miguel Ángel López              | Adam Yates                      | Egan Bernal             |          |
| 2020                        | abgesagt                        | abgesagt                        | abgesagt                | abgesagt |
| 2021                        | Adam Yates                      | Richie Porte                    | Geraint Thomas          |          |
| 2022                        | Sergio Higuita                  | Richard Carapaz                 | João Almeida            |          |
| 2023                        | Primož Roglič                   | Remco Evenepoel                 | João Almeida            |          |
| 2024                        | Tadej Pogačar                   | Mikel Landa                     | Egan Bernal             |          |
| 2025                        |                                 |                                 |                         |          |

## Meiste Gesamtsiege
Stand: nach der Rundfahrt 2025
| Siege | Fahrer             | Jahr                                     |
| ----- | ------------------ | ---------------------------------------- |
| 7     | Mariano Cañardo    | 1928, 1929, 1930, 1932, 1935, 1936, 1939 |
| 3     | Miguel Indurain    | 1988, 1991, 1992                         |
| 3     | Alejandro Valverde | 2009, 2017, 2018                         |
| 2     | Miguel Mucio       | 1924, 1925                               |
| 2     | Victor Fontan      | 1926, 1927                               |
| 2     | Emilio Rodríguez   | 1947, 1948                               |
| 2     | Miguel Poblet      | 1952, 1960                               |
| 2     | Salvador Botella   | 1953, 1959                               |
| 2     | Marino Lejarreta   | 1980, 1989                               |
| 2     | Sean Kelly         | 1984, 1986                               |
| 2     | Joaquim Rodríguez  | 2010, 2014                               |
| 2     | Primož Roglič      | 2023, 2025                               |

## Meiste Etappensiege
Stand: nach der Rundfahrt 2022
| # | Fahrer              | Etappensiege |
| - | ------------------- | ------------ |
| 1 | Miguel Poblet       | 33           |
| 2 | Mariano Cañardo     | 22           |
| 3 | Domingo Perurena    | 14           |
| 4 | Emilio Rodríguez    | 12           |
| 5 | Mario Cipollini     | 11           |
| 6 | Miguel Gual         | 10           |
| 7 | Alejandro Valverde  | 9            |
| 8 | Laurent Jalabert    | 8            |
| 8 | Sean Kelly          | 8            |
| 8 | Johan van der Velde | 8            |
| 8 | Julián Berrendero   | 8            |